# 四季連禱
「四季連禱」（しきれんとう）は、長生淳がヤマハ吹奏楽団による委嘱で作曲した4曲の吹奏楽曲、『波の穂』『蒼天の滴』『翠風の光』『楓葉の舞』の四部作としての名称、及び派生した交響曲の名称。
2018年、この四部作を下敷きに書かれた交響曲第3番「四季連禱」が同じくヤマハ吹奏楽団によって初演された。

## 四部作版
四季を題材にした各曲は2000年から2003年にかけて1年に1曲のペースで書かれ、『波の穂』を作曲した当初は連作にする予定ではなかったが、ヤマハ吹奏楽団から依頼が続くうちに連作としての構成を意識し始めたという。そのため、組曲や交響曲と呼ばれることこそないが、各曲には共通の動機が用いられ、また用いられている語法も意図的に近づけられている。作曲者は「聴いて下さる方々の人間らしいところにはたらきかけたい、という願い」がひときわ強く込められている、と述べている。四部作としての名称について長生は“四季に事寄せて祈るもの…すこやかな季節の巡り、ひいてはあるべき姿であること。”としている。
2005年、ブレーン株式会社より同タイトルのCDが発売された。
「波の穂」（なみのほ）
冬の曲。「雪が舞い、風も波も荒い冬の海」から着想を得たもので、“遠江”から「ト・ト・ミ」→「G-G-E」と導かれた動機を基本音型としてもつ。冬の厳しい寒さと、寒さに圧倒されながらも力強く、人間らしくありたいという願いが込められている。
「蒼天の滴」（そうてんのしずく）
春の曲。春らしく明るい音楽に、時折冬の名残を思わせる激しいフレーズが見え隠れする。清々しいラストは「春の頌歌」、爽やかな日差しを浴びた大地のイメージ。
「翠風の光」（すいふうのひかり）
夏（初夏）の曲。4つの楽章からなり、連作の中で唯一、多楽章構成で書かれている。初夏の光景そのものを表しているのは第4楽章のみで、その前の3つの楽章は「この喜ばしい季節に至るまでの心の道筋」を描いたもの。明朗なストーリー展開であり、吹奏楽コンクールなどでしばしば演奏される。
1. Dolente
2. Larghetto
3. Moderato
4. Vivo

「楓葉の舞」（ふうようのまい）
秋の曲。題名は、初演の際に公募したものから選ばれた。この曲を作曲中、ヤマハ吹奏楽団の団員の一人が団を辞めることを聞き、また作曲者の長生淳自身も、この曲をもって楽団に別れを告げなくてはならない、という感傷が“秋らしさ”を引き出しているという。この曲も吹奏楽コンクールにおいてしばしば演奏される。

## 交響曲第3番「四季連禱」
四部作版の延べ演奏時間は約80分にも及ぶが、これを時間的に納めて続けて演奏するという構想で委嘱・作曲された。2016年にヤマハ吹奏楽団より委嘱、2018年6月23日に第52回定期演奏会（須川展也指揮・アクトシティ浜松大ホール）にて世界初演。四楽章構成だが四部作各曲の短縮版ではなく、新たに分解再構成し交響曲としてより強いメッセージを込めたとしている。順に「秋」「冬」「春」「夏」を想定しているものの、それぞれの描写として作曲されているわけではない。演奏時間約27分。
1. アンダンテ〜アニマート〜トランクイロ - 約7分30秒
2. ラルゲット - 約6分30秒
3. ジョコーソ - 約4分
4. ヴィーヴォ - 約9分

2018年の吹奏楽コンクールで同団は本作を自由曲に選曲。第1楽章、第4楽章から抜粋し、第1楽章の途中に第4楽章の内容を組み込む形で演奏した。2018年10月28日にあましんアルカイックホール（兵庫県尼崎市）で行われた第66回全日本吹奏楽コンクール全国大会にて金賞受賞。
2019年4月13日、14日にはアクトシティ浜松 中ホールにて須川展也指揮による録音が行われ、同年9月25日に「ヤマハのオト 〜奏でる匠のオト〜 III」として発売された。「ヤマハ吹奏楽団 創立60年記念特別公演」として2020年2月16日に大阪初演、3月1日に東京初演が行われる予定であったが、新型コロナウイルス感染症の拡大を受け大阪公演後に東京公演は中止となった。